# Revue des Deux Mondes
Die Revue des Deux Mondes (Abkürzung: RDDM, zu Deutsch etwa: Bericht aus zwei Welten) ist die älteste noch existierende Kulturzeitschrift Europas. Sie wurde von Prosper Mauroy und Pierre de Ségur-Dupeyron († 1869) gegründet und erscheint seit Juli 1829.
Der Name der Zeitschrift leitete sich von ihrem Selbstverständnis als kulturelle, ökonomische und politische Brücke zwischen Frankreich und den Vereinigten Staaten ab. Sie vertritt einen gemäßigten, liberal-konservativen politischen Standpunkt. Die Zahl der Abonnenten wurde 2008 mit 5000 angegeben bei einer Auflage von 8000 Exemplaren; 2017 seien es unter 10.000 Stück pro Monat gewesen.

## Geschichte

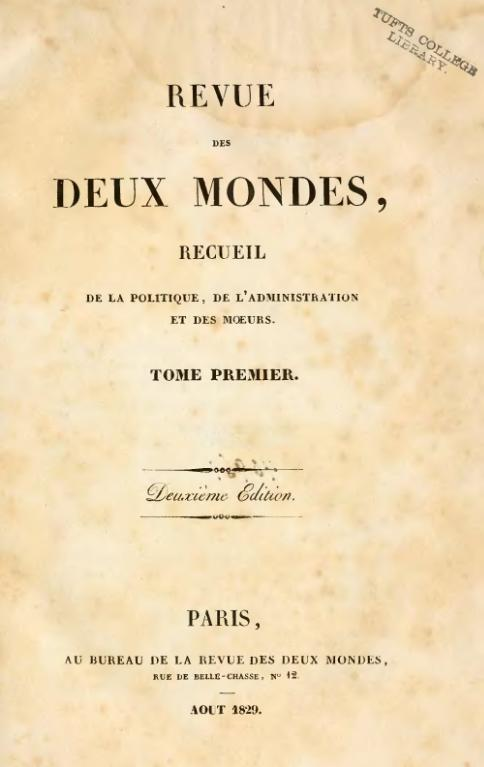
Titelblatt der zweiten Ausgabe vom August 1829

Im Laufe der Zeit war die Revue des Deux Mondes Plattform für viele bedeutende Persönlichkeiten. Unter anderem veröffentlichten George Sand, Félix Ravaisson, Charles Baudelaire, Paul Scudo, Leo Tolstoi, Stendhal, Alfred de Musset, Gérard de Nerval, Albert de Broglie, Victor Hugo, Guy de Maupassant, Hippolyte Taine, Ernest Renan, Alexis de Tocqueville, Heinrich Heine, Gabriele D’Annunzio, Maurice Barrès, Anton Tschechow, Joseph Kessel, Somerset Maugham, François Mauriac, Auguste Barchou de Penhoën und Jean Baptiste Gustave Planche sowie Ferdinand Brunetière (Hauptherausgeber seit 1893) in der Revue des Deux Mondes.
Die Zeitschrift wechselte mehrfach ihren Namen:
- 1829–1945: La Revue des Deux Mondes
- 1946–1956: Hommes et Mondes
- 1957–1971: La Revue des Deux Mondes
- 1972–1982: La Nouvelle Revue des Deux Mondes
- seit 1982: La Revue des Deux Mondes

1991 wurde die Zeitschrift von dem französischen Unternehmer und Millionär Marc Ladreit de Lacharrière (* 1940) aufgekauft.